# Leucanthemum
Genre
Synonymes
Phalacrodiscus Less.
Leucanthemum est un genre de plantes à fleurs de la famille des Asteraceae. C'est notamment le genre de la Marguerite commune (Leucanthemum vulgare). Il comprend une cinquantaine d'espèces, toutes originaires d'Eurasie, mais certaines sont naturalisées un peu partout dans le monde.

## Description
Ce sont des plantes herbacées, vivaces. L'indumentum est absent ou constitué de simples poils basifiés. Les feuilles sont alternes, à marge entière, dentelée ou divisée. Les inflorescences sont en cyme, lâches, à sommet plus ou moins plat, parfois réduites à un seul capitule. Le capitule est pédonculé, hétérogame, radié. Les involucres sont coryliformes. Les phyllaires sont disposées en trois ou quatre rangs. Le réceptacle est convexe, parfois conique. Les fleurs marginales sont sur un rang, femelles, fertiles ; la lamelle est blanche ou rose, rarement jaune. Les fleurs du disque sont nombreuses, jaunes, bisexuées ; la corolle est tubulaire, l'extrémité pentalobée. Les bases des anthères sont obtuses ; l'appendice apical est ovale-lancéolé. Les branches du style sont linéaires, l'apex tronqué. Les fruits sont des akènes à dix nervures, projetées ou non jusqu'au bord apical.

## Liste des espèces
Selon Plants of the World online (POWO) (6 mai 2021) :
- Leucanthemum adustum (W.D.J.Koch) Gremli
- Leucanthemum aligulatum Vogt
- Leucanthemum ×aramisii Flor.Wagner, Vogt & Oberpr.
- Leucanthemum ×athosii Flor.Wagner, Vogt & Oberpr.
- Leucanthemum atratum (Jacq.) DC.
- Leucanthemum burnatii Briq. & Cavill.
- Leucanthemum cacuminis Vogt, Konowalik & Oberpr.
- Leucanthemum catalaunicum Vogt
- Leucanthemum chloroticum Kern. & Murb. ex Murb.
- Leucanthemum coronopifolium Vill.
- Leucanthemum corsicum (Sieber ex Less.) DC.
- Leucanthemum ×corunnense Lago
- Leucanthemum cuneifolium
- Leucanthemum delarbrei Timb.-Lagr.
- Leucanthemum eliasii (Sennen & Pau) Vogt, Konowalik & Oberpr.
- Leucanthemum esterellense (Briq. & Cavill.) Vogt, Konowalik & Oberpr.
- Leucanthemum favargeri Vogt
- Leucanthemum gallaecicum Rodr.Oubiña & S.Ortiz
- Leucanthemum gaudinii Dalla Torre
- Leucanthemum glaucophyllum (Briq. & Cavill.) Jahand.
- Leucanthemum gracilicaule (Dufour) Pau
- Leucanthemum graminifolium (L.) Lam.
- Leucanthemum halleri (Suter) Polatschek
- Leucanthemum heterophyllum (Willd.) DC.
- Leucanthemum illyricum (Horvatic) Vogt & Greuter
- Leucanthemum ircutianum DC.
- Leucanthemum laciniatum Huter, Porta & Rigo
- Leucanthemum lacustre (Brot.) Samp.
- Leucanthemum legraeanum (Rouy) B.Bock & J.-M.Tison
- Leucanthemum ligusticum Marchetti, R.Bernardello, Melai & Peruzzi
- Leucanthemum lithopolitanicum (E.Mayer) Polatschek
- Leucanthemum maestracense Vogt & F.H.Hellw.
- Leucanthemum ×marchii Konowalik, Vogt & Oberpr.
- Leucanthemum maximum (Ramond) DC.
- Leucanthemum meridionale
- Leucanthemum monspeliense (L.) H.J.Coste
- Leucanthemum montserratianum Vogt
- Leucanthemum pachyphyllum Marchi & Illum.
- Leucanthemum pallens (J.Gay ex Perreym.) DC.
- Leucanthemum ×pawlowskii Piekos
- Leucanthemum platylepis Borbás
- Leucanthemum pluriflorum Pau
- Leucanthemum ×porthosii Flor.Wagner, Vogt & Oberpr.
- Leucanthemum pseudosylvaticum (Vogt) Vogt & Oberpr.
- Leucanthemum pyrenaicum Vogt, Konowalik & Oberpr.
- Leucanthemum rohlenae (Horvatic) Vogt & Greuter
- Leucanthemum rotundifolium DC.
- Leucanthemum subglaucum De Laramb.
- Leucanthemum sylvaticum (Brot.) Nyman
- Leucanthemum tridactylites (A.Kern. & Huter ex Porta & Rigo) Bazzich.
- Leucanthemum valentinum Pau
- Leucanthemum virgatum (Desr.) Clos
- Leucanthemum visianii (Gjurain) Vogt & Greuter
- Leucanthemum vulgare Lam.